# Mar Dinkha Ier
Mar Dinkha Ier, également appelé Denha Ier ou Épiphane est patriarche de l'Église apostolique assyrienne de l'Orient (également appelée Église nestorienne) de 1265 à 1281, date de sa mort. Il est suspecté d'avoir assassiné Simon (Shim'oun) Bar Qaligh, archevêque de Tus, et a été appelé par les générations suivantes du nom de Dinkha Qatola (Dinkha l'Assassin).

### bibliographie
- (en) Reverend Gareth Hughes, « Introductory sketch: The Monks of Kublai Khan : From Beijing to Baghdad and Beyond », Wolfson College Resear Fellows’ Seminar, Université d'Oxford,‎ 2009 (lire en ligne)
- Jean Baptiste Chabot, Histoire de Mar Jabalaha III Patriarche Des Nestoriens, 1281-1317, 1895 Réédition 2010 par Kessinger Publishing :  (ISBN 978-1167868405)
- (en) James A. Montgomery, History of Yaballaha III, Columbia University Press, 1927
- (en) E. A. Wallis Budge, Histoire de Mar Jab-Alaha, Patriarche, Londres, Religious Tract Society, 1928
- (en) Paul Bedjan, Histoire de Mar Jab-Alaha, Patriarche, 1888, 2e éd 1995; reprint gorgias, 2007. Texte syriaque sur lesquelles sont basées les traductions de James A. Montgomery et de E. A. Wallis Budge sont basées.
- (la) Gregory Bar-Hebraeus, Chronicon Ecclesiasticum, Paris, Maisonneuve, 1877 3: II, cols.451ff
- Henri Cordier, Histoire générale de la Chine : et de ses relations avec les pays étrangers : depuis les temps les plus anciens jusqu'à la chute de la dynastie Mandchoue, vol. II Depuis Les Cinq Dynasties (907) jusqu’à la chute des Mongols (1368), Paris, P. Geuthner, 1920-1921 (BNF 37453441) lire en ligne sur Gallica